# We Have An Emergency
We Have An Emergency es un álbum de the Operation M.D. en el que destacan dos sencillos, "Sayonara" y "Someone Like You". Lanzado en el  2007, fue
producido por Deryck Whibley.

## Canciones
"We Have An Emergency" - 1:35 
"Chain Reaction" - 2:21 
"Sayonara" - 2:34 
"The Way That You Walk" - 3:13 
"Someone Like You" - 2:54 
"Tomorrow's Calling" - 2:40 
"Everyday I" - 2:51 
"Dirt" - 3:40 
"Photo Sexual" - 2:39 
"New Kill" - 3:45 
"Obvious" - 2:39
- Datos: Q964814